# أبيض القبعة
القرصان الأبيض القبعة (بالإنجليزية: White hat) أو المخترق الأبيض يمارس ما يعرف بـ«الـقرصنة الأخلاقية» هو مصطلح يُطلق في عالم تقنية المعلومات على شخص تعارض قِيَمه انتهاك أنظمة الحواسيب الأخرى. يركز القرصان ذو القبعة البيضاء على حماية الأنظمة، على عكس القرصان ذو القبعة السوداء الذي يحاول اختراقها.
وبتعريف آخر، القرصان ذو القبعة البيضاء هو شخص مصرّح له باستخدام الوسائل الممنوعة لمعالجة أخطار أمن الحواسيب والشبكات.
مصطلح القبعة البيضاء في عامية الإنترنت يشير إلى مخترق الكمبيوتر بصوره أخلاقيه أو بمعنى أصح خبير أمان الكمبيوتر، والذي يكون تخصصه الاختراق الاختباري وعلوم الاختراق بصوره ممنهجه لضمان أمان نظم معلومات أي هيئه أو تنظيم أو شركه. الاختراق الأخلاقي مصطلح تم صياغته ووضعه بواسطة شركة أي بي إم ويعني ويصنف على انه أكثر من مجرد اختبار اختراقي. مخترقي القبعات البيضاء ربما يعملون في جماعات ويمكن أن تسمى هذه الجماعات بالفرق الحمراء أو فرق النمور.

## تاريخ
واحد من أوائل الاختراقات الاخلاقيه المستخدمه كان لتقيم امان نظام التشغيل مولتكس Multics (النواة الحقيقيه لنظم العمليات يونكس UNIX وجنو/لينكس GNU/Linux)، بواسطة القوات الجويه للولايات المتحده United States Air Force ، لاحتمال استخدامه كنظام سري وعالي السرية.
بحلول عام 1981 وصفت مجلة نيويورك تايمز أنشطة ذوي القبعات البيضاء بأنها جزء من الهكرز المؤذيين ولكن بشكل معاكس للهكرز العاديين (وهو بالطبع توصيف خاطئ).

## الطرق والأساليب
بينما ركزت اختبارات الاختراق على مهاجمة البرمجيات Software ونظم الكمبيوتر بداية من بوابات أو منافذ المسح scanning ports وفحص العيوب المعروفه وباتشات التنصيب patch installations، ان الاختراق الاخلاقي يمكن ان يشمل اشياء أخرى.

## الشرعية القانونية

### بلجيكا
في فبراير 2023؛ أقرت بلجيكا قانون قرصنة القبعة البيضاء.

### في إنجلترا
وفقًا لستروان روبرتسون المدير القانوني في Pinsent Masons LLP والمحرر في موقع OUT-LAW.com تعتمد شرعية القرصنة وأخلاقياتها على ما إذا كان الوصول إلى النظام مصرحًا به أم لا. إذا سمح بالوصول فإن القرصنة تعتبر أخلاقية وقانونية. ومع ذلك إذا كان الوصول غير مصرح به فإنه يشكل جريمة بموجب قانون إساءة استخدام الكمبيوتر. تغطي جريمة الوصول غير المصرح به مجموعة واسعة من الإجراءات بما في ذلك تخمين كلمات المرور أو الوصول إلى حساب بريد الويب الخاص بشخص ما دون إذن أو انتهاك أمن أحد البنوك. أقصى عقوبة للوصول غير المصرح به إلى جهاز كمبيوتر هي السجن لمدة عامين وغرامة. في الحالات التي يقوم فيها المخترق بتعديل البيانات يمكن أن تكون العقوبات أكثر صرامة بحد أقصى يصل إلى 10 سنوات في السجن. يؤكد روبرتسون أنه حتى إذا كان القصد من الوصول غير المصرح به هو الكشف عن نقاط الضعف من أجل الصالح العام فإنه لا يزال غير قانوني. لا يوجد دفاع في قوانين القرصنة يبرر مثل هذا السلوك بناءً على الاعتقاد بأنه يخدم الصالح العام.

## التوظيف
تقدم وكالة الأمن القومي للولايات المتحدة شهادات مثل CNSS 4011. تغطي الشهادة من هذا النوع أساليب القرصنة المنظمة والأخلاقية بالإضافة إلى إدارة الفريق. في هذا السياق تشير الفرق "الحمراء" إلى فرق المعتدي المسؤولة عن تنفيذ الهجمات المحاكية، بينما الفرق "الزرقاء" هي الفرق المدافعة المكلفة بحماية الأنظمة والشبكات. عندما أعلنت الوكالة عام 2020 عن رغبتها في التوظيف أكدت لمقدمي الطلبات أن وجود بعض التصرفات الطائشة في ماضيهم لا ينبغي أن يؤدي إلى استبعادهم على الفور من النظر في طلب تعيينهم.

## أبرز قراصنة القبعة البيضاء
- اريك كورلي.
- برزيميسلاف فراسونك [الإنجليزية]
- رافائيل جراي [الإنجليزية]
- بارنابي جاك
- كيفين ميتنيك
- روبرت تابان موريس
- كيفن بولسن